# Sławkowice
Sławkowice – wieś w Polsce, położona w województwie małopolskim, w powiecie wielickim, w gminie Biskupice.
W latach 1975–1998 miejscowość administracyjnie należała do województwa krakowskiego.
| SIMC    | Nazwa     | Rodzaj    |
| ------- | --------- | --------- |
| 0315241 | Brzezowa  | część wsi |
| 0315258 | Dukla     | część wsi |
| 0315264 | Kalinów   | część wsi |
| 0315270 | Liskówka  | część wsi |
| 0315287 | Sosnówki  | część wsi |
| 0315293 | Widlichów | część wsi |
| 0315301 | Zwały     | część wsi |

W 1595 roku wieś położona w powiecie szczyrzyckim województwa krakowskiego była własnością kasztelana małogoskiego Sebastiana Lubomirskiego.